# A rajzoló szerződése
A rajzoló szerződése (eredeti címe: The Draughtsman’s Contract)  1982-ben bemutatott brit filmvígjáték-dráma, melyet Peter Greenaway írt és rendezett. Ez volt Greenaway első, eredetileg a Channel 4 tévécsatorna számára írt egész estés mozifilmje. A cselekmény a rendező egyéni módján ábrázolt rejtélyes gyilkossági rejtély és annak egymásba fonódó fejleményei. A történet 1694-ben játszódik egy angol vidéki arisztokrata kastélyában, Wiltshire grófságban.
A cselekményt az író-rendező 1694-be helyezte, III. Vilmos és II. Mária uralkodása idejére. A történelmi korszak miliőjét erőteljes képi eszközökkel érzékelteti, a minden részletre kiterjedő, barokkosan gazdag, gyakran túlhangsúlyozott jelmezekkel, harsány sminkkel és fantáziadús frizurákkal. Az adott korszak hangulatát erősíti Michael Nyman filmzenéje is, aki igen sokat vett át Henry Purcell zeneműveiből. A filmet az East Sussex-i Groombridge Place kastély termeiben és parkjában forgatták. A film jelmezvilágát a 36. BAFTA-gálán jelölték BAFTA-díjra.

## Cselekmény

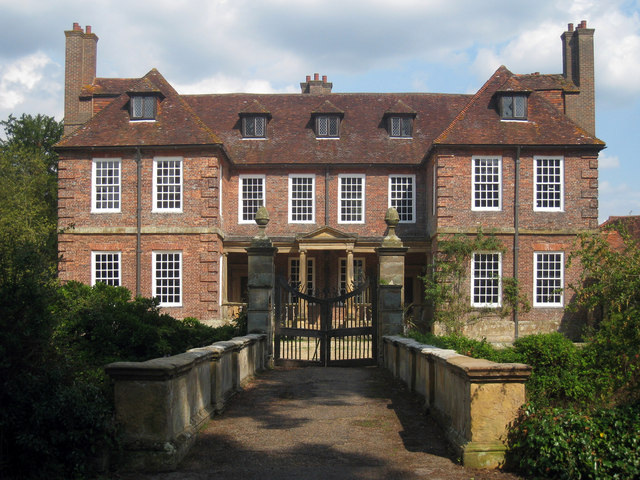
A Groombridge Place kastély, East Sussex

A vidéki kastély ura, Mr Herbert, aki rideg és érzéketlen személyiség, elhanyagolja feleségét. Üzleti útra indul. Felesége, Mrs Virginia Herbert kihasználja férje távollétét, és megbízást ad Mr Neville-nek, a tehetséges, de öntelt és arrogáns rajzolónak és festőművésznek, hogy készítsen egy tizenkét rajzból álló tájképsorozatot a kastélyról, továbbá a kastélypark és melléképületek kijelölt részeiről. A rajzokat Mrs Herbert úgymond ajándéknak szánja férje számára, és úgy szerződik Mr Neville-lel, hogy a rajzoknak Mr Herbert tervezett hazatérése előtt el kell készülniük. A rajzok készítésének idejére Mr Neville beköltözik a Herbert-kastélyba.
A szerződés, melyet Mr Noyes jószágigazgató, Mrs Herbert régebbi vőlegénye foglal írásba, kitér a rajzoló járandóságára is. Minden egyes rajzért megszabott számú arany dukátot kap. A szerződés megkötése annyira fontos Mrs Herbert számára, hogy kötelezi magát arra is, hogy kielégíti Mr Neville szexuális igényeit. A rajzok készítése során több szexuális együttlét is lezajlik megbízó és megbízott között, ezek közös jellemzője, hogy Mrs Herbert vonakodva, sőt utálkozva viseli el Mr Neville cinikus, agresszív és megalázó bánásmódját. Fölényeskedő és sértő viselkedésével a rajzoló hamarosan kivívja a kastély lakóinak és vendégeinek ellenszenvét. Különösen Mrs Herbert vejében, Mr Talmann-ben alakul ki gyűlölet a rajzoló ellen.
A szerződés szerint Mr Neville számára mindennap kiürítik a kastély és a park megjelölt részét, hogy a rajzoló zavartalanul dolgozhasson. Ennek ellenére szinte minden esetben ottmarad egy-egy oda nem illő tárgy, száradó fehérnemű, ablaknak támasztott létra vagy hasonló holmi, amelynek képe rá is kerül a minden részletében valósághű aznapi rajzra. 
Közben Mrs Herbert, akinek már kezd elege lenni Mr Neville túltengő szexuális étvágyából, megpróbálja felbontani szerződésüket még a kitűzött tizenkét rajz elkészülte előtt. Mr Neville elutasítja, és további megalázó szexuális együttlétekre kényszeríti az asszonyt. Közben Mrs Herbert leánya, a férjezett, de gyermektelen Mrs Talmann, aki elégedetlen saját férjének, Mr Talmann-nek nemi tétlenségével, megzsarolja Mr Neville-t, és egy második szerződést kényszerít rá, amelyben a rajzoló kötelezi magát, hogy kielégíti Mrs Talmann szexuális igényeit. Mr Neville-nek nincs nagy kedve ehhez, de Mrs Talmann teherbe kíván esni, mert férjétől hiába várná el ezt.

Mrs Herbert és Mrs Talmann, anya és leánya, titkos tervek kovácsolói.

A kastély ura, Mr Herbert nem érkezik haza a várt időben. Holttestét megtalálják a kastélytóban. Mr Neville elkészül a tizenkét rajzzal, megkapja bérét és eltávozik kastélyból. A megözvegyült Mr Noyes, a jószágigazgató felkeresi Mrs Herbertet, és segítségét kéri, mert őt vádolhatják Mr Herbert meggyilkolásával.
Mrs Herbert hívására Mr Neville rövidesen visszatér a gyászba borult kastélyba, hogy elkészítsen egy szerencsétlenséget hozó rajzot, sorrendben a tizenharmadikat. Az özvegy ismét felkínálja magát a kastélyparkban dolgozó Neville-nek. Szeretkezés után Mrs Herbert elmondja a rajzolónak, hogy leánya, Mrs Talmann terve sikerrel járt, teherbe esett Neville-től.
Miután Mrs Herbert magára hagyta, Neville-re rajzolás közben ráesteledik. Egy fáklyás, maszkos férfi lép elő a sötétből. Neville nyomban felismeri Mr Talmann-t, akihez rövidesen csatlakoznak hasonlóan elmaszkolt, de felismerhető barátai, Mr Noyes jószágigazgató; Mr Seymour, a szomszéd kastély ura és a Poulenc ikrek, két enyhén paranoid helybéli földbirtokos. A férfiak megvádolják Neville-t, hogy ő Mr Herbert gyilkosa. A rajzain látható tárgyak, holmik tudatos célzások, allegóriák, melyek bűncselekmények elkövetésére utalnak, több személy részvételével. Végül megvádolják Mrs Herbert megerőszakolásával is, amit Neville aznap délután követett el. Neville későn ismeri fel, hogy Mrs Herbert csapdába csalta. Tiltakozni próbál, de a férfiak rátámadnak. Moralizáló leckéztetés közepette kiszúrják a szemét, halálra verik, holttestét a kastélytóba dobják ott, ahol korábban Mr Herbertet megtalálták.

## Szereplők
| Szerep                          | Színész                 | Magyar hangja (1. szinkron) |
| ------------------------------- | ----------------------- | --------------------------- |
| Mr Robert Neville, a rajzoló    | Anthony Higgins         | Dörner György               |
| Mrs Virginia Herbert            | Janet Suzman            | Andai Györgyi               |
| Mrs Sarah Talmann               | Anne-Louise Lambert     | Kiss Erika                  |
| Mr Thomas Noyes, jószágigazgató | Neil Cunningham         | Kassai Károly               |
| Mr Herbert, a kastély ura       | Dave Hill               | Gruber Hugó                 |
| Mr Talmann, Mr Herbert veje     | Hugh Fraser             | Lux Ádám                    |
| Mr Seymour, szomszéd birtokos   | David Gant              | Varga T. József             |
| Poulenc ikrek                   | David Meyer, Tony Meyer | N/A                         |

## Gyártás
Mielőtt a filmkészítői pályára lépett, Greenaway képzőművésznek tanult. A film ötlete egy családi nyaraláson fogalmazódott meg benne, amikor egy vidéki kúriában lakott, közben (Neville-hez hasonlóan) a ház környékét rajzolgatta, minden nap azonos időpontban, azonos fényviszonyokat használva. A rajzoló kezeket mutató, rendszeresen megjelenő képek valójában Greenaway kezeit és saját kezű, készülő vázlatait mutatják. Hasonlóan, a film végén bemutatott kész rajzok sorozata is Greenaway saját műve.
A film eredeti, rendezői változata három óránál is hosszabb volt. A fél órán át tartó nyitó jelenetben minden szereplőt az összes többivel külön-külön beszéltetve mutattak be. A moziváltozatot Greenaway 103 percre rövidítette. Emiatt több interakció megrövidült, vagy teljesen kimaradt. Kikerültek a filmből a Greenaway által tudatosan belerakott anakronizmusok: a 20. századi Roy Lichtenstein pop képzőművész falfestményei, egy mobiltelefon, stb.
A drasztikus rövidítés a történet megérthetőségét is rontja. A megtervezett gyilkosság pontos motivációjára, az elkövetés módjára és a cinkosokra csak sejtelmes utalások esnek. Hasonlóan homályban marad, miért kötött ki Mr Neville ilyen sok és ilyen aprólékos feltételt a szerződésében. Nincs magyarázat a kertben időnként feltűnő „eleven szobor” viselkedésére sem. E részleteket a vágatlan rendezői változat jobban megvilágítja.
Greenaway itt első alkalommal vonultatja fel részletgazdag, nagyszabású képi világát, barokk festményekre jellemző kavargó fényekkel, gazdag és harsány színekkel. E vizuális eszközt sok későbbi filmjében is használta. 1984-ben maga a rendező nyilatkozott arról, hogy filmképeinek zömét festményszerűen építi fel, és a „Rajzoló szerződése” képsorait is Caravaggio, Georges de La Tour, Rembrandt, Vermeer és más barokk festők inspirálták.

## További információ
- A rajzoló szerződése a PORT.hu-n (magyarul)
- A rajzoló szerződése az Internetes Szinkronadatbázisban (magyarul)
- A rajzoló szerződése az Internet Movie Database-ben (angolul)
- A rajzoló szerződése a Rotten Tomatoeson (angolul)
- A rajzoló szerződése a Box Office Mojón (angolul)
- Meurtre dans un jardin anglais (francia nyelven). AlloCiné.fr
- Der Kontrakt des Zeichners (német nyelven). Filmdienst.de
- The Draughtsman's Contract. Collections Search British Film Institute (BFI.org.uk). (Hozzáférés: 2023. október 12.)